# Taiga de la Isla de Sajalín
La ecorregión de taiga de la isla de Sajalín (WWF ID: PA0607) cubre la mayor parte de la isla de Sajalín, la isla más grande de Rusia, que está separada del continente por el mar de Ojotsk y el mar de Japón. La región presenta un paisaje de taiga, coníferas y bosques mixtos de frondosas, con bosques mixtos de alerces en las elevaciones más bajas y arbustos en las elevaciones más altas. La vegetación está influenciada por un clima marítimo relativamente más cálido que la taiga continental más fría de Siberia al oeste. Una isla larga y delgada, de 1.000 km por 200 km, Sakhalin está conectada al continente por puentes de hielo en el invierno, por lo que comparte ciertas especies de flora y fauna. Se encuentra en el reino Paleártico, y principalmente en el bioma de taiga, con un clima continental húmedo y un clima fresco de verano. Cubre 403 504 km² (155 793,1 mi²).

## Ubicación y descripción
La taiga de la isla de Sajalín cubre casi toda la isla de Sajalín, con excepción del extremo suroeste, donde las condiciones más cálidas sustentan una cubierta forestal predominantemente de hojas anchas. La isla es plana en el norte, mientras que la extensión sur de la isla, que ocupa el 70% de la superficie, es montañosa. Las montañas se dividen en dos crestas: las montañas de Sajalín Oriental y las montañas de Sajalín Occidental.
Las zonas de altitud juegan un papel importante en los tipos de cubierta forestal. La isla se extiende al norte de Hokkaido, la principal isla del norte de Japón, separada por 42 km. El continente al oeste está separado por el mar de Ojotsk al norte, el mar de Japón al sur y el estrecho de Tártaro en el punto más estrecho (8 km). Al este se encuentra el océano Pacífico y al norte el mar de Ojotsk. Las montañas son de altura media, con un promedio de 500 a 800 m sobre el nivel del mar.

## Clima
El clima de la región es clima subártico, sin estación seca (Dfc). Este clima se caracteriza por veranos suaves (solo 1 a 3 meses por encima de 10 grados Celsius (50,0 °F) ) e inviernos fríos y nevados (el mes más frío por debajo de −3 grados Celsius (26,6 °F) ). La cálida corriente de Kuroshio fluye por el lado suroeste de la isla, mientras que la fría corriente del Mar de Ojotsk enfría la parte norte de la isla.

La influencia fría del mar de Ojotsk, que está cubierto de hielo durante gran parte del año, impulsa gran parte de la ecología de taiga de la isla, incluso en las latitudes relativamente meridionales. La isla se extiende desde los 46 grados norte hasta los 54 grados. Las colisiones de corrientes marinas cálidas y frías en una zona húmeda producen frecuentes tormentas y niebla.
| Climograma de Taiga de la Isla de Sajalín | Climograma de Taiga de la Isla de Sajalín | Climograma de Taiga de la Isla de Sajalín | Climograma de Taiga de la Isla de Sajalín | Climograma de Taiga de la Isla de Sajalín | Climograma de Taiga de la Isla de Sajalín | Climograma de Taiga de la Isla de Sajalín | Climograma de Taiga de la Isla de Sajalín | Climograma de Taiga de la Isla de Sajalín | Climograma de Taiga de la Isla de Sajalín | Climograma de Taiga de la Isla de Sajalín | Climograma de Taiga de la Isla de Sajalín |
| --- | ----------------------------------------- | ----------------------------------------- | ----------------------------------------- | ----------------------------------------- | ----------------------------------------- | ----------------------------------------- | ----------------------------------------- | ----------------------------------------- | ----------------------------------------- | ----------------------------------------- | ----------------------------------------- |
| E | F                                         | M                                         | A                                         | M                                         | J                                         | J                                         | A                                         | S                                         | O                                         | N                                         | D                                         |
| 28 -14 -23 | 23 -12 -22                                | 28 -6 -15                                 | 43 -2 -6                                  | 61 8 0                                    | 51 13 5                                   | 74 17 9                                   | 91 19 11                                  | 102 15 7                                  | 84 7 -1                                   | 53 -3 -11                                 | 46 -11 -19                                |
| temperaturas en °C • totales de precipitación en mm |                                           |                                           |                                           |                                           |                                           |                                           |                                           |                                           |                                           |                                           |                                           |
| Conversión sistema imperial\| E \| F \| M \| A \| M \| J \| J \| A \| S \| O \| N \| D \| \| 1.1 7 −9 \| 0.9 10 −8 \| 1.1 21 5 \| 1.7 28 21 \| 2.4 46 32 \| 2 55 41 \| 2.9 63 48 \| 3.6 66 52 \| 4 59 45 \| 3.3 45 30 \| 2.1 27 12 \| 1.8 12 −2 \| \| temperaturas en °F • totales de precipitación en pulgadas \| \| \| \| \| \| \| \| \| \| \| \| |                                           |                                           |                                           |                                           |                                           |                                           |                                           |                                           |                                           |                                           |                                           |
| E | F                                         | M                                         | A                                         | M                                         | J                                         | J                                         | A                                         | S                                         | O                                         | N                                         | D                                         |
| 1.1 7 −9 | 0.9 10 −8                                 | 1.1 21 5                                  | 1.7 28 21                                 | 2.4 46 32                                 | 2 55 41                                   | 2.9 63 48                                 | 3.6 66 52                                 | 4 59 45                                   | 3.3 45 30                                 | 2.1 27 12                                 | 1.8 12 −2                                 |
| temperaturas en °F • totales de precipitación en pulgadas |                                           |                                           |                                           |                                           |                                           |                                           |                                           |                                           |                                           |                                           |                                           |

La isla es húmeda, con características monzónicas. Las precipitaciones son más altas en el verano. Precipitaciones variables de 600 a 1.200 mm/año, dependiendo de la ubicación, altitud, etc. La Reserva Natural Poronaysky en el sureste de la isla recibe más de 100 tormentas por año, la precipitación media es de 600 mm/año, con frecuentes nieblas en verano.

## Flora y fauna
En términos generales, la cubierta forestal de Sakhalin varía desde una taiga clara (principalmente especies de Larix (alerce) en el norte, pasando por una taiga oscura de especies de Picea (abeto) en el medio, hasta una taiga oscura de especies de Abies (abeto) dominantes en el sur). En la costa hay praderas y en las zonas altas hay zonas de tundra. En el norte, el alerce de las Kuriles se encuentra en suelos húmedos y pantanosos. En el centro y el sur, las píceas de Yeddo y de Sakhalin dominan las crestas montañosas. Hay pocas especies endémicas porque la isla se separó del continente hace poco tiempo.

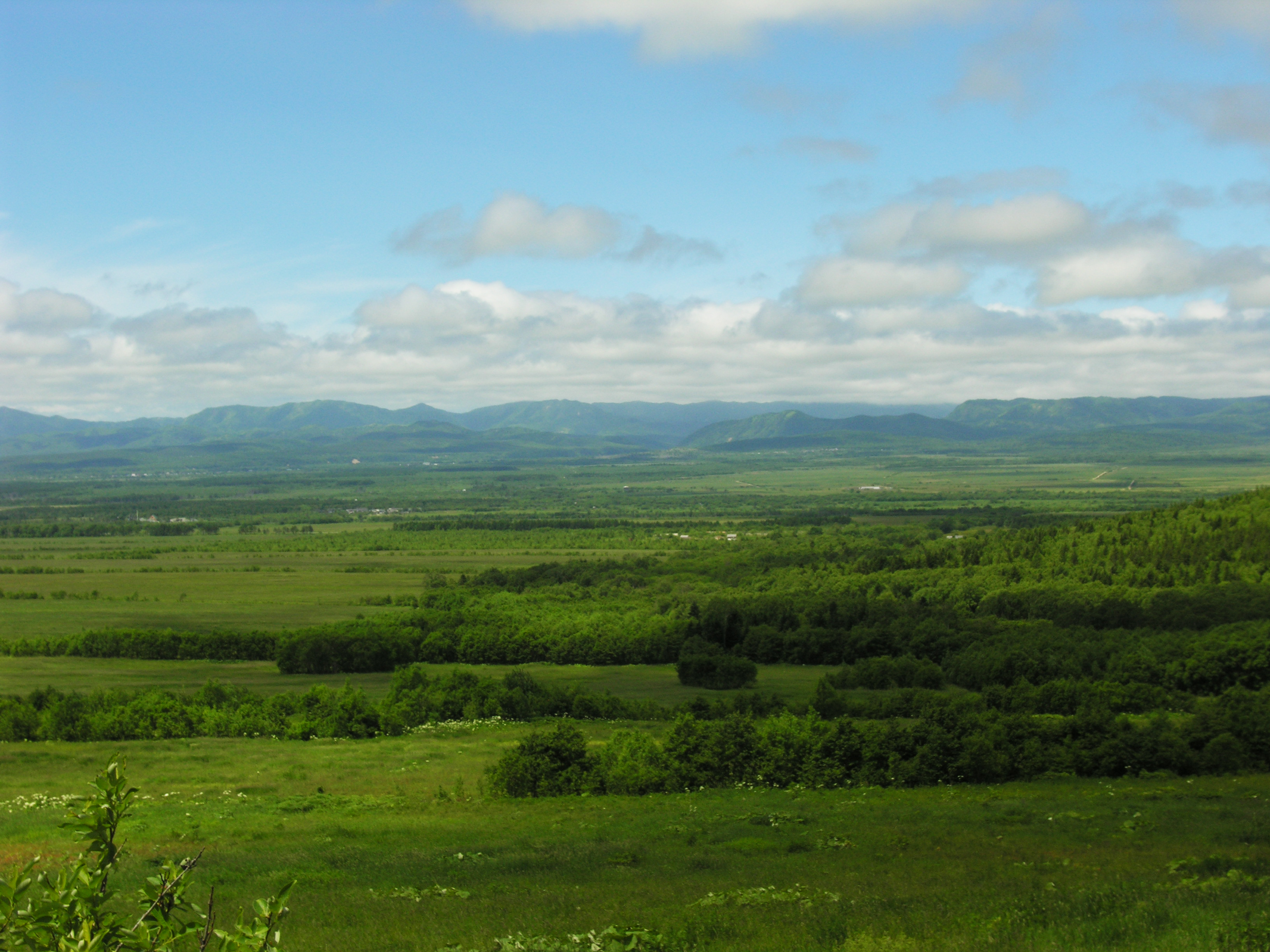
Una vista de la isla Sakhalin, cerca de Yuzhno-Sahalinsk

Los ríos son importantes zonas de desove para peces migratorios, incluidos Cypriniformes (carpas), Gobiidae (gobios), Cottidae (esculpinos) y Salmonidae (salmón, trucha, etc.). Los ríos de agua dulce de la isla de Sakhalin se encuentran en la ecorregión de agua dulce "Sakhalin, Hokkaido y Sikhote - Costa de Alin" (ID #641). Los ríos y arroyos de esta ecorregión se caracterizan por tres niveles de inundaciones: el deshielo de las tierras bajas en primavera, el deshielo de las montañas a principios del verano y las inundaciones causadas por las lluvias monzónicas a finales del verano.

## Amenazas
En el pasado, esta zona ha sufrido malas prácticas de tala. En la actualidad, la tala comercial es una industria importante en el tercio medio de la ecorregión, que amenaza la erosión del suelo y la degradación del hábitat. En las zonas del norte se están desarrollando yacimientos de producción de gas.

## Protección
En el sureste de la isla hay una zona protegida a nivel federal y varias reservas naturales regionales ("zakazniks").
- Reserva natural de Poronaiski. Una reserva natural de clase 1a de la UICN ("zapovednik"). Superficie: 567 km².

## Áreas urbanas y asentamientos
La única ciudad de la ecorregión es Yuzhno-Sajalinsk, en el extremo sur de la isla. Por lo demás, la región está escasamente poblada.